# Vilnius–radomi unió
A vilnius–radomi unió (1401) okiratai átruházták a Litvánia feletti hatalmat Nagy Vitoldnak azzal, hogy az unió feletti főhatalom továbbra is Jagello Ulászló királynál maradt.
1401-ben Vilniusban Vitold oklevelet állított ki, melyben elismerte a lengyel korona és Jagello Ulászló felsőbbségét és kötelezte magát a litván bojárokkal, hogy a litván területeket a lengyel királysághoz csatolják. Figyelembe véve Hedvig lengyel királynő halálát 1399-ben és azt, hogy nem született utód Hedvig és Ulászló házasságából, a litván bojárok esküt tettek, hogy ha a király utód nélkül hal meg, a lengyel urakkal együtt új uralkodót választanak. 
A vilniusi egyezményt a lengyel koronatanács Radomban megerősítette egyúttal elismerve Kęstutis fia Vitold haláláig tartó litván nagyfejedelmi címét.